# Hucisko Brodzkie
Hucisko Brodzkie (ukr. Гутисько-Брідське)  – dawna wieś w rejonie brodzkim obwodu lwowskiego. Leżała ok. 2 km na północny zachód od Litowyszcza.

## Historia
Dawniej gmina jednostkowa, w 1921 roku licząca 601 mieszkańców. W II Rzeczypospolitej, od 1934 należał do gminy wiejskiej Jasionów w powiecie brodzkim województwa tarnopolskiego.
Po II wojnie światowej włączony do Ukraińskiej SRR w ZSRR, do rejonie podkamieńskim w obwodzie lwowskim, gdzie stanowił radę wiejską Гутисько-Брідське.